# 小行星2832
小行星2832（2832 Lada）是一颗围绕太阳公转的小行星。1975年3月6日，尼古拉·切爾尼赫在克里米亚发现了此天体。
該小行星以斯拉夫女神拉達命名。
这颗小行星的绝对星等为346.38802等。